# دور پیروزی

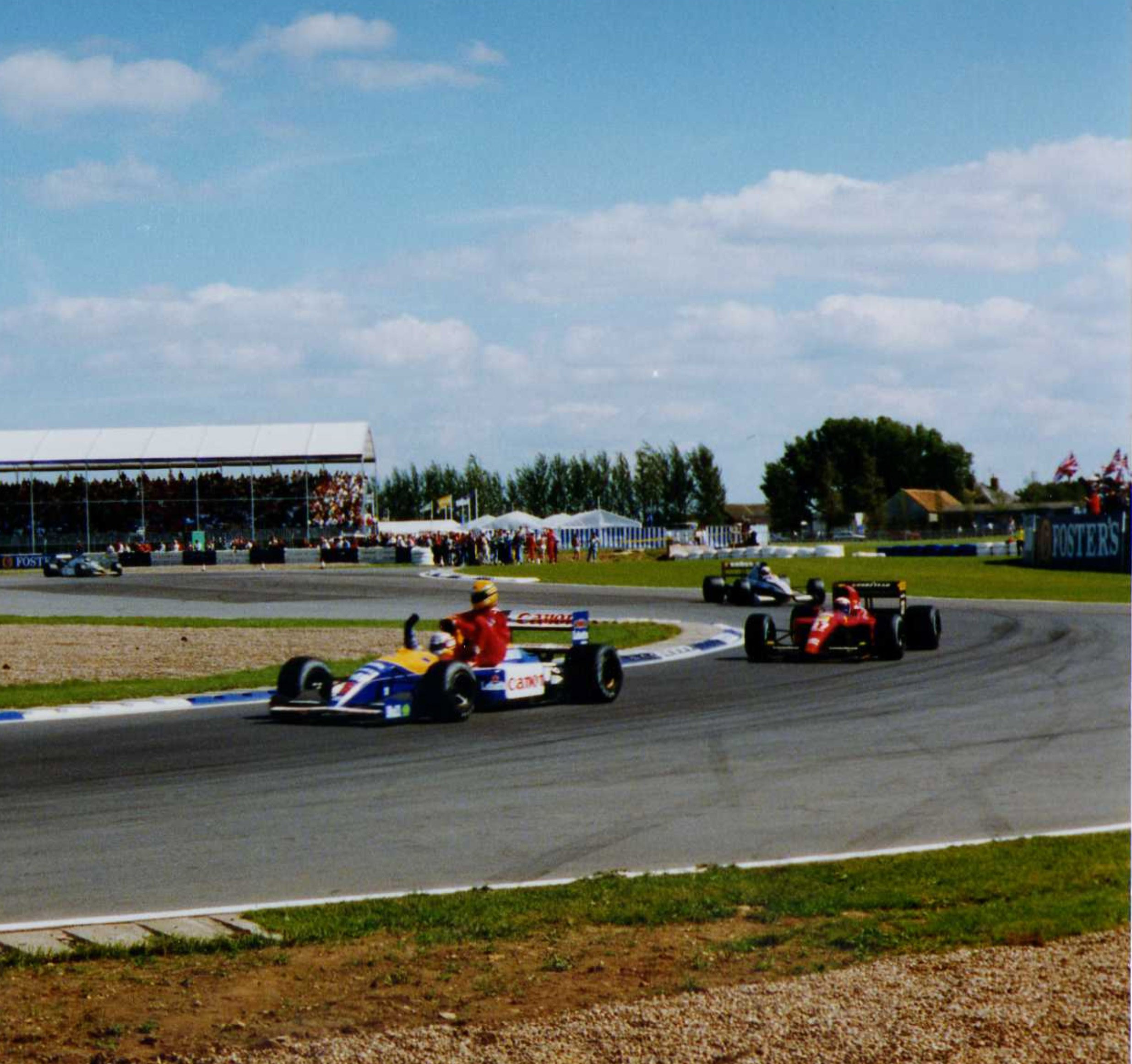
نایجل منسل پس از برنده شدن در جایزه بزرگ بریتانیا در سال ۱۹۹۱ به آیرتون سنا در دور پیروزی خود به پیت‌ها بازگشت.

دور پیروزی (همچنین دور افتخار) اصطلاحی است که در ورزش‌های موتوری برای توصیف یک دور اضافی از مسیر مسابقه پس از پایان یک مسابقه استفاده می‌شود. این دور با سرعت کم به راننده برنده اجازه می‌دهد تا پیروزی خود را جشن بگیرد و به تماشاگران فرصت تبریک و احترام به رقبا را می‌دهد. معمولاً، مارشال‌های پرچم کنار پیست پرچم‌های خود را در حرکتی به اهتزاز درمی‌آورند که به عنوان سلام فدراسیون بین‌المللی اتومبیل‌رانی در ایالات متحده شناخته می‌شود. غیرمعمول نیست که مارشال‌ها به عنوان یک حرکت برای رانندگان کف بزنند یا دست خود را تکان دهند و گاهی رانندگان در پاسخ به آنها دست تکان می‌دهند.
دورهای پیروزی گاهی اوقات می‌تواند برای برنده و سایر رانندگان خطرناک شود، زیرا در بسیاری از مسیرها تورهای ایمنی می‌توانند به راحتی توسط جمعیت بالا بروند، که سپس به مانعی برای مسابقه دهندگان تبدیل می‌شود.
دورهای پیروزی مرتباً شاهد بوده‌است که رانندگانی که در مراحل پایانی مسابقه بازنشسته شده‌اند، با اتومبیل‌های یکی از رقبای خود به پیت‌ها برمی‌گردند. برخی از نمونه‌های قابل توجه در فرمول یک عبارتند از: ریکاردو پاترز و دیدیه پیرونی در گرندپری موناکو ۱۹۸۲، نایجل منسل و آیرتون سنا در جایزه بزرگ بریتانیا در سال ۱۹۹۱ (تصویر)، ژان آلسی و مایکل شوماخر در جایزه بزرگ کانادا در سال ۱۹۹۵، گیلان شوماخر و مایکل شوماخر. فیزیچلا در گرندپری آلمان ۱۹۹۷، میکا هاکینن و دیوید کولتارد در گرندپری اسپانیا ۲۰۰۱ و مارک وبر و فرناندو آلونسو در گرندپری آلمان ۲۰۱۱ و گرندپری سنگاپور ۲۰۱۳ و سباستین فتل و پاسکال وهرلاین در گرندپری مالایی۲۰.
از اواسط دهه ۲۰۰۰، فدراسیون بین‌المللی اتومبیل‌رانی، سازمان جهانی ورزش موتوری، کاری را که یک راننده فرمول یک ممکن است در دور پیروزی خود انجام دهد، محدود کرده‌است. مقررات ورزشی بیان می‌کند که در پایان یک مسابقه، «همه ماشین‌ها باید بدون توقف، بدون سبقت (مگر اینکه کاملاً ضروری باشد)، بدون دریافت هیچ جسمی و بدون هیچ کمکی (به جز اینکه از مارشال‌ها در صورت لزوم)"، اگرچه این قانون به ندرت اجرا شده‌است، مانند فلیپه ماسا که پرچم برزیل را پس از پیروزی در گرندپری برزیل ۲۰۰۶ برد و مانند، لوئیس همیلتون پرچم انگلیس را به دنبال پیروزی جنجالی خود در ۲۰۲۱ به دست گرفت. جایزه بزرگ بریتانیا. همچنین دیدن سبقت گرفتن از رانندگان در دور پیروزی، و همچنین توقف رانندگان برای صرفه جویی در یک لیتر نمونه سوخت مورد نیاز برای بازرسی پس از مسابقه، از جمله دلایل دیگر، امری عادی است.

## دور پیروزی لهستان

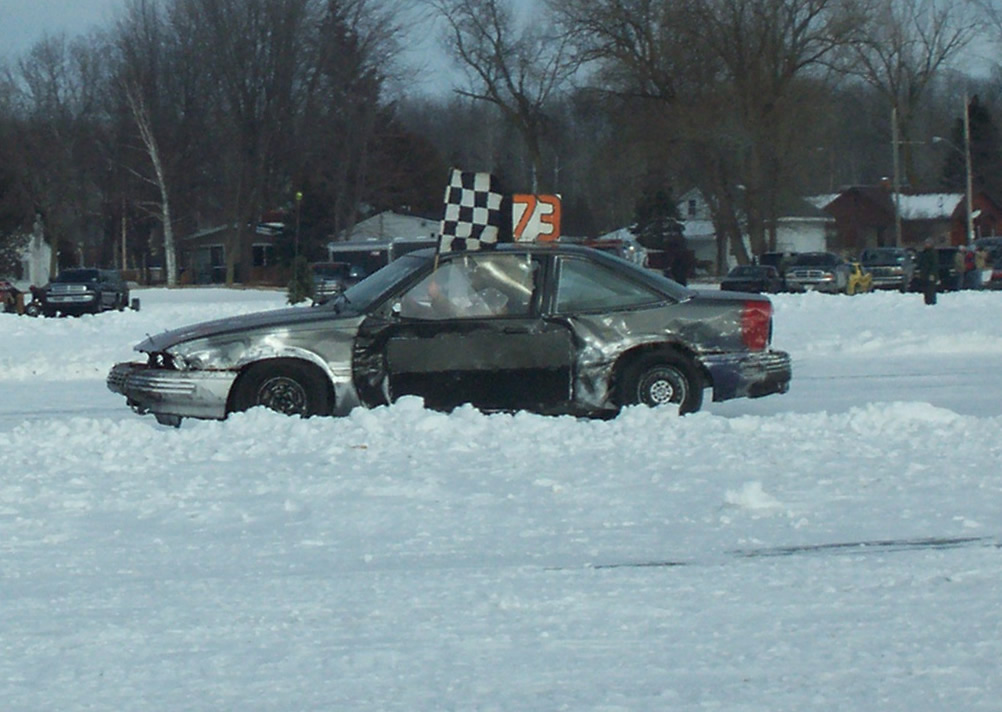
یک راننده برنده مسابقات یخ که یک دور پیروزی لهستانی را در دریاچه یخ زده ویسکانسین انجام می‌دهد

دور پیروزی لهستانی یا کولویکی مستلزم آن است که راننده ماشین خود را بچرخاند و در جهت مخالف حرکت کند، که در جهت عقربه‌های ساعت روی بیضی‌های نسکار است. در دوره‌های جاده ای استفاده شده‌است.
این سبک از دور پیروزی در مسابقات پیست کوتاه محلی یا پیست خاکی رایج است، جایی که راننده پیروز پرچم شطرنجی را از جایگاه پرچم برمی‌دارد و سپس با سمت راننده ماشین رو به روی هواداران برای دور پیروزی خود رانندگی می‌کند.
این اصطلاح اولین بار در نتیجه جشن آلن کولویکی آمریکایی لهستانی برای اولین پیروزی حرفه ای خود در جام وینستون در Checker 500 (ققنوس) در ۶ نوامبر ۱۹۸۸ ابداع شد. او پیروزی خود را با رانندگی یک دور پیروزی در جهت عقربه‌های ساعت جشن گرفت. کولویکی اولین بار پس از ملاقات با فرد زک، مسابقه‌دهنده پیست خاکی میدوست، که سال‌ها قبل دور برگشت را انجام می‌داد، با این تمرین آشنا شد. یک مهندس فورد به پشت او سیلی زد و پرسید که آیا این یک دور پیروزی " لهستانی " است؟ تنها دور پیروزی دیگر کولویکی در لهستان در سال ۱۹۹۲ و در جشن قهرمانی جام وینستون در هوترز ۵۰۰ در سال ۱۹۹۲ رقم خورد.
این اصطلاح پس از مرگ کولویکی در یک سانحه هوایی در روز پنجشنبه، ۱ آوریل ۱۹۹۳، در نزدیکی بلونت‌ویل، تنسی، تثبیت شد. ساعاتی پس از مرگ کولویکی، پیتر جلن قبل از خروج از پیست، خودروی مسابقه‌ای کولویکی را در خلاف جهت عقربه‌های ساعت در اطراف جاده سرعتی بریستول موتور سوار کرد. دو روز پس از مرگ کولویکی، برنده مسابقه سری بریستول بوش، مایکل والتریپ، با چرخاندن دور پیروزی معکوس لهستانی علامت تجاری کولویکی، اما فقط نیم دور، به دشمن قدیمی خود در مسیر کوتاه احترام گذاشت و اظهار داشت که نمی‌خواهد کل روتین کولویکی را انجام دهد. روز بعد، برنده جام وینستون، Rusty Wallace، رهبری والتریپ را دنبال کرد، و یک دور پیروزی کامل لهستان را هم پس از آن مسابقه و هم پس از هر پیروزی برای بقیه فصل ۱۹۹۳ ادامه داد. تام رابرتز، روزنامه‌نگار والاس و حامی مالی میلر بروینگ، نیز روزنامه‌نگار کولویکی بود. علاوه بر این، اکثر برندگان در باقی مانده فصل ۱۹۹۳ از کولویکی با یک دور پیروزی لهستانی تقدیر کردند. در ۱۴ نوامبر ۱۹۹۳، پس از Hooters 500 (آتلانتا)، آخرین مسابقه آن فصل، والاس برنده مسابقه و دیل ارنهارت قهرمان سری ۱۹۹۳ یک دور پیروزی لهستان را با هم دویدند در حالی که پرچم‌های شماره ۷ و ۲۸ را به یاد کولویکی و دیوی آلیسون حمل می‌کردند. به ترتیب.
مایک جوی مکرراً از این به عنوان «دوران پیروزی آلن کولویکی» به یاد راننده یاد می‌کند، و خاطرنشان کرد که تماشاگران راننده را می‌بینند که معمولاً تکان می‌دهد و گاهی کلاه خود را از پا درمی‌آورد و به هواداران سلام می‌کند. اصطلاح Joy یادآور موارد دیگری است که در آن اصطلاحی برای شخصی که ایده را ایجاد کرده‌است نامگذاری شده‌است (یعنی Gurney flap , Petty bar). بسیاری از برندگان پیست مسابقه محلی و قهرمانان سری، با یک دور پیروزی لهستانی به کولویکی یا روحیه ضعیف او، به ویژه در ایالت ویسکانسین، ادای احترام کرده‌اند. برنده مسابقه میلواکی در سال ۲۰۰۶ پل منارد (از اهل ویسکانسینی) اولین برد خود در سری بوش را با یک دور پیروزی لهستان جشن گرفت.
دیل ارنهارت جونیور پس از برنده شدن MBNA Cal Ripken Jr. 400 در ۲۰۰۱ در پیست بین‌المللی دوور داونز در اولین مسابقه جام وینستون نسکار پس از حملات ۱۱ سپتامبر، یک دور پیروزی لهستانی انجام داد در حالی که پرچم بزرگ آمریکا را از پنجره سمت راننده در دست داشت.
جیمی جانسون با انجام یک دور پیروزی لهستانی در ۳۱ اکتبر ۲۰۰۴ پس از برنده شدن در فروشگاه Bass Pro Shops MBNA 500 در سال ۲۰۰۴ در آتلانتا موتور اسپیدوی، یک برد ویژه را جشن گرفت. هفته قبل از آن در ۲۴ اکتبر، یک تراژدی زمانی رخ داد که یک هواپیمای هندریک موتور اسپورت در خارج از مارتینسویل، ویرجینیا سقوط کرد.
کرت بوش برد سال ۲۰۰۵ خود را در فینیکس با یک دور پیروزی لهستان جشن گرفت. بوش اولین مسابقات فدراسیون بین‌المللی اتومبیل‌رانی خود را در پیست تماشا کرد و می‌خواست به کولویکی احترام بگذارد. کایل بوش همچنین پس از قهرمانی در جام اسپرینت فدراسیون بین‌المللی اتومبیل‌رانی در بریستول در سال ۲۰۰۹، یک دور پیروزی لهستانی را انجام داد، در حالی که کورت این عمل را در مسابقه آتلانتا آن سال تکرار کرد، زمانی که ماشین خود را در عقب قرار داد، تمرینی که به آن «دامنه باز شدن باد» لقب گرفت.
در سال ۲۰۱۲، تونی استوارت یک دور پیروزی لهستانی را پس از اینکه در نهایت برای اولین بار در جاده سریع‌السیر لاس وگاس در کوبالت تولز ۴۰۰ برنده شد، انجام داد.
در سال ۲۰۱۴، ارنهارت جونیور پیروزی خود در مسابقات Daytona 500 را با یک دور پیروزی لهستان جشن گرفت. دومین برد او در فصل ۲۰۱۴ در ۸ ژوئن در پوکونو به دست آمد، جایی که او آن را تکرار کرد. او همچنین این شاهکار را پس از برنده شدن در شوت ۵۰۰ رهایی از سردرد Goody's در ماه اکتبر انجام داد.
در سال ۲۰۱۵، دنی هملین برد خود در سری Xfinity را در پیست ایالتی خود در ریچموند بین‌المللی با یک دور پیروزی لهستانی جشن گرفت و آن را در حین انجام فرسودگی به پایان رساند.
در فینال ۵۰۰ فصل ۲۰۲۰، آخرین مسابقه جانسون به عنوان یک راننده تمام وقت، او یک دور پیروزی لهستانی را پس از کسب رتبه پنجم به عنوان بالاترین راننده غیر قهرمانی دور انجام داد.